# لسمسور
لسمسور (نام علمی: Lessemsaurus) نام یک سرده از زیرراسته خزنده‌پاریختان است.